# Ramona (1928)
Ramona ist ein US-amerikanischer Stummfilm aus dem Jahr 1928 von Edwin Carewe, der sich auf allegorische Weise mit dem Thema Rassismus gegen indigene Ureinwohner Amerikas auseinandersetzt. Als Hauptdarsteller sind Dolores del Río, Warner Baxter, Roland Drew und Vera Lewis zu nennen. Die deutsche Erstaufführung fand am 17. September 1928 statt.

## Handlung
Ramona und Felipe wachsen im Hause der verwitweten Besitzerin einer Hazienda im Süden Kaliforniens wie Geschwister auf. Während Señora Moreno ihrem leiblichen Sohn Felipe sehr zugeneigt ist, scheint das Verhältnis zu ihrer Adoptivtochter Ramona nahezu herzlos. So achtet die stets herrisch auftretende Patronin mit Argusaugen auch darauf, dass das Verhältnis zwischen Ramona und Felipe nicht die Grenze geschwisterlicher Zuneigung übertritt. Nicht zuletzt deswegen schickt sie die lebenslustige Ramona zunächst für drei Jahre zur Erziehung auf ein entfernt gelegenes Schwesternkonvent.
In dieser Zeit engagiert die Señora den christianisierten Sohn eines Häuptlings als Verantwortlichen für die alljährliche Schur ihrer Schafherde. Ramona lernt den Alessandro genannten Mann bei ihrer Rückkehr auf die Hazienda kennen und verliebt sich sogleich in ihn. Señora Moreno kommt dem Liebesverhältnis auf die Schliche und versucht dieses sofort zu unterbinden. Auf keinen Fall dürfe ihre Adoptivtochter einen „Indianer“ heiraten. Sie offenbart Ramona zu diesem Zweck sogar das Geheimnis ihrer Adoption, löst damit aber das genaue Gegenteil von dem aus, was sie eigentlich erreichen will: Sie zeigt der verdutzten Ramona die Juwelen, die die verstorbene Schwester der Señora für Ramona hinterlassen hat. Ramona soll den Schmuck jedoch nur bei einer standesgemäßen Heirat erhalten. Mit dieser Bedingung wollte die Schwester verhindern, dass sich die Vergangenheit wiederholt. Señora Moreno verrät ihr, dass Ramona selbst das Produkt eines Verhältnisses zwischen dem Mann ihrer Schwester und einer „Indianerin“ sei. Als Ramona davon erfährt, ist sie zur Überraschung der Señora außer sich vor Freude. Die Juwelen sind ihr völlig gleich. Eine „Indianerin“ zu sein, bedeutet ihr hingegen alles, weil sie sich damit Alessandro noch näher fühlt.
Als sie in der Absicht, das Haus zu verlassen, ihre Sachen packt, wird sie von Señora Moreno in ihrem Zimmer eingesperrt. Felipe, der tatsächlich mehr für Ramona empfindet als diese für ihn, verhilft ihr – wenn auch schweren Herzens – zur Flucht, indem er seine Mutter mit Gesang und Gitarrenspiel ablenkt.
Ramona und Alessandro heiraten unter dem Segen des katholischen Priesters Vater Salvierderra und leben die kommenden Jahre in einer kleinen Siedlung, die von ihresgleichen bewirtschaftet wird. Das Familienglück im eigenen Haus scheint nach der Geburt der Tochter perfekt. Doch dann bricht eine Katastrophe in Form einer marodierenden Bande weißer Banditen über die Siedlung herein. Die Häuser werden in Brand gesteckt, die Bewohner – darunter auch Frauen und kleine Kinder – werden massakriert. Ramonas Familie gelingt die Flucht ins Gebirge, wo sie versuchen, sich eine neue Existenz aufzubauen. Doch es kommt noch schlimmer: Ihre Tochter erkrankt schwer und der weiße Arzt, den Alessandro hinzuziehen wollte, weigert sich aus rassistischen Gründen dem Kind zur Hilfe zu kommen.
Den Tod ihrer Tochter kaum verwunden, ereilt Ramona wenig später der nächste Schicksalsschlag: Alessandro ist nach einem langen Ritt gezwungen, sein Pferd gegen ein anderes einzutauschen – tut dies jedoch, ohne den Besitzer um Erlaubnis zu fragen. Im Gegensatz zu Alessandro fürchtet Ramona sofort, dass man ihm Pferdediebstahl zur Last legen wird. Und tatsächlich: Wenig später taucht der Besitzer des Pferdes auf und erschießt Alessandro vor den Augen seiner Frau. Ramona verliert daraufhin den Verstand und irrt durch die Wildnis.
Felipe, der den Verlust seiner großen Liebe nie verwunden hat, ist derweil nach dem Tod seiner Mutter nur noch ein Schatten seiner selbst. Als er hört, was Ramonas Familie zugestoßen ist, macht er sich auf die Suche nach ihr und kann sie tatsächlich ausfindig machen. Zurück auf der Hazienda versucht er die in Katatonie verfallene Frau an die glücklichen Tage der gemeinsamen Jugendzeit zu erinnern. Dies gelingt, als zufällig ein altes Lied angespielt wird, das sie wieder dazu bringt, wie in früher Jugend unbeschwert zu tanzen.

## Produktion
Bei Ramona handelte es sich bereits um die dritte Verfilmung des gleichnamigen Buches der Schriftstellerin Helen Hunt Jackson aus dem Jahr 1884. Der Roman wird im Bezug auf seine kulturelle Bedeutung im Sinne der Aufklärung rassistisch motivierter Geschehnisse in den USA des Öfteren mit Onkel Toms Hütte (Harriet Beecher Stowe, 1852) verglichen.
Im Jahr 1910 produzierte D. W. Griffith einen ca. 17-minütigen gleichnamigen Kurzfilm mit Mary Pickford in der Hauptrolle. Der 1916 veröffentlichte, etwa 3-stündige gleichnamige Spielfilm mit Hauptdarstellerin Adda Gleason gilt – mit Ausnahme der fünften Filmrolle – als verschollen. Seit 1923 wird Ramona in Form einer Bühnenadaption alljährlich auf der Freilichtbühne des Ramona Bowl Amphitheater in Hemet, Kalifornien aufgeführt, womit es als das in den USA am längsten, kontinuierlich aufgeführte Theaterstück gilt.
Das Casting von Dolores del Río wurde am 8. April 1927 im Filmmagazin Motion Picture News angekündigt. Der Film führte mit del Río, dem Regisseur Edwin Carewe und dessen Bruder, dem Drehbuchautor Finis Fox, dasselbe Team zusammen, das auch schon den 1927 veröffentlichten Stummfilm Auferstehung produzierte. Ramona wurde im Auftrag der Produktionsgesellschaften Inspiration Pictures, Inc. und United Artists Corp. gedreht.
Carewe und Fox, selbst zum Teil Nachkommen des indigenen Stammes der Chickasaw, trafen bei der Wahl der Darstellerin der Ramona eine bewusste Entscheidung für die aus Mexiko stammende del Río. In einem Interview mit der Los Angeles Times im Jahr 1928 sagte diese, dass „mein Volk bis zum heutigen Tage nicht wirklich auf der Leinwand in Erscheinung trat.“ Del Río unterstützte die Produktion, indem sie auf Authentizität der verwendeten Kostüme, Bühnenbauten und selbst der Glaswaren achtete.
Eigentlich sollten die Dreharbeiten im Tec-Art Studio in Hollywood, Kalifornien bereits im Juni 1927 beginnen, allerdings verzögerte sich Drehbeginn und Dreharbeiten um mehrere Monate, da die Darsteller der männlichen Protagonisten Felipe und Alessandro noch nicht gecastet waren.
Im Dezember 1927 berichtete das Filmmagazin Photoplay, dass Walter Goss aus seinem Vertrag mit den Paramount Studios entlassen wurde, um die Rolle des Felipe spielen zu können. Regisseur Edwin Carewe war offenbar der Meinung, dass der Name des Darstellers nicht sonderlich zugkräftig sei, und bat Finis Fox sowie den Publicity-Experten Harry Wilson einen Künstlernamen für Goss zu finden. Man entschied sich für Roland Drew, einen Namen, den Goss für den Rest seiner Karriere nicht mehr ablegen sollte.
In der Ausgabe des Branchenblattes Motion Picture News vom 14. Oktober 1927 wurde berichtet, dass die Dreharbeiten begonnen hätten. Als Produktionsbeteiligte wurden unter anderem Louis Jerome als Hauptgeschäftsführer, Ruby Skelly als persönlicher Sekretär und Albert Benham als Überwacher des Drehbuchs benannt. Zudem wurde herausgestellt, dass es sich bei Carlos Amor, der im Film einen Schafhirten spielt, um einen Cousin ersten Grades von Dolores del Río handelt.
Die Dreharbeiten fanden vor allem in den Raleigh Studios auf der Melrose Avenue in Los Angeles statt, allerdings wurden mehrere Szenen auch im Zion-Nationalpark, der Stadt Springdale und dem Cedar Breaks National Monument im US-Bundesstaat Utah aufgenommen.
Die Produktion des Films endete am 16. Dezember 1927. Die Kinoveröffentlichung erfolgte im April 1928. Die ersten Aufführungen fanden in der Woche des 12. April 1928 im United Artists Theater in Downtown Los Angeles, Kalifornien statt.
Ramona gilt als erster von United Artists aufgeführter Film, bei dem ein synchronisierter Soundtrack und Soundeffekte eingebunden werden konnten – er gilt jedoch strenggenommen nicht als Tonfilm, da die Dialoge lediglich als Zwischentitel angezeigt werden, jedoch nicht zu hören sind.
Das gleichnamige Titellied des Films – wobei es sich um das erste seiner Art handeln soll – wurde von der US-amerikanischen Komponistin Mabel Wayne geschrieben. Der Text stammt aus der Feder von Louis Wolfe Gilbert. Die Hauptdarstellerin Dolores del Río sang dieses Lied im Rahmen von Werbeveranstaltungen live auf der Bühne der Lichtspielhäuser, in denen der Film aufgeführt wurde; auch nahm sie den Titel im Jahr 1928 sowohl in einer englisch- als auch in einer spanischsprachigen Version auf Schallplatte auf. Das Lied avancierte auch dank weiterer Coverversionen zu einem internationalen Evergreen und fand auch – in Versionen ohne Beteiligung del Ríos – im gleichnamigen Filmremake von 1936 Verwendung.
Neben dem Titellied gab die Produktionsgesellschaft United Artists auch die Züchtung einer neuen Blumenart in Auftrag, die den Namen „Ramona“ erhalten sollte.
Einem Bericht der Zeitung Los Angeles Evening Express vom 13. April 1928 zufolge sind im Film mehrere Generationen einer Familie indigener Ureinwohner Nordamerikas zu sehen: Dove Eye Dark Cloud (74), Prairie Flower Dark Cloud (38), Gray Squirrel Dark Cloud (20) und Yea-Wayes Dark Cloud (3). Hierbei soll es sich um Nachkommen des Häuptlings Chief Dark Cloud handeln, bei dem es sich laut der Zeitung um den „ersten in einem Spielfilm gezeigten Indianer“ gehandelt habe, nachdem dieser von D. W. Griffith für den Film The Broken Doll (1910) nach Hollywood gebracht worden sei.
Die deutsche Erstaufführung fand am Montag, den 17. September 1928 im Rahmen eines Festes bei persönlicher Anwesenheit des Regisseurs Edwin Carewe, seines Stars Dolores del Río und einer mexikanischen Delegation im Alhambra in Berlin statt. Einen Tag später fand an selber Stelle die deutsche Uraufführung statt. Die Filmlänge wird hierzu mit 2.344 Metern aufgeteilt in 8 Akten angegeben. Del Río trat im Rahmen der Promotion des Filmes in Berlin auch als Sängerin auf.
Der Film galt lange Zeit als verschollen. Erst im Jahr 2010 wurde eine Kopie im Prager Filmarchiv Národní filmový archiv wiederentdeckt. Die Abteilung „Motion Picture, Broadcasting and Recorded Sound“ des US-amerikanischen Library of Congress transferierte den höchst feuergefährlichen Nitrozellulosefilm auf einen sicheren Filmträger und sandte das Original nach Prag zurück. Für die Übersetzung der tschechischen Zwischentitel zeichnete Rob Stone, der Kurator der Abteilung, verantwortlich. Der Film wurde um einen vom Mont Alto Motion Picture Orchester neu aufgenommenen Soundtrack auf Grundlage der originalen Partitur ergänzt. Die so restaurierte Fassung feierte am 29. März 2014 im Billy Wilder Theater des Armand Hammer Museums in Los Angeles, Kalifornien Wiederaufführung. Die tschechische Fassung des Films wurde offenbar nach der Okkupation des Landes durch Hitlerdeutschland im Jahr 1939 in das Reichsfilmarchiv von Prag nach Berlin überführt. Nach der Besetzung Berlins durch sowjetische Truppen gelangte diese Filmkopie in das außerhalb von Moskau gelegene Filmarchiv Gosfilmofond, wo sie nach dem Zusammenbruch der UdSSR vom tschechischen Filmarchivar Myrtil Frida entdeckt und wieder zurück nach Prag überführt wurde.
Eine weitere Fassung des Films – dieses Mal mit deutschen Zwischentiteln – wurde einige Zeit später ebenfalls im Gosfilmofond Filmarchiv wiederentdeckt. Diese Fassung, von der vermutlich ursprünglich auch die tschechische Kopie stammte, wurde von Georgii Avenarius, dem Mitbegründer der Gosfilmofond, im Jahr 1945 (wie offenbar auch die tschechische Fassung) als Kriegsbeute aus dem Reichsfilmarchiv in Berlin beschlagnahmt und in die Sowjetunion gebracht. Die deutsch betitelte Fassung wurde am 1. Mai 2016 im Rahmen der Nitrate Picture Show im George Eastman Museum in Rochester, New York zur Überraschung der Festivalbesucher – der Film wurde selbst im Filmprogramm lediglich als „Blind Date with Nitrate“ beworben – öffentlich wiederaufgeführt.
Die Library of Congress veranlasste daraufhin eine Überarbeitung der englischsprachigen Restaurationsfassung unter Berücksichtigung beider Fassungen unter der Aufsicht von Hugh Munro Neely.
Bei der Produktion des Films aufgenommene Fotografien legen nahe, dass Szenen gedreht wurden, die es nicht in die Endfassung des Films geschafft haben. So wurde offenbar eine Szene gedreht, in der Felipe schwer erkrankt, von Alessandro zur Hazienda zurückgebracht und dort von Ramona umsorgt wird.
Del Río erlangte durch den Film und den dazugehörigen Schlager zunächst enorme Popularität, die jedoch mit Aufkommen des Tonfilms zunehmend verflachte, da man ihr aufgrund ihres starken mexikanischen Akzents vermehrt klischeehafte Rollen anbot. Ab 1943 setzte sie daher ihre Karriere in Mexiko fort, wo sie schnell zum Star avancierte. Sie kehrte nur gelegentlich für Rollen nach Hollywood zurück. In diesem Zusammenhang erscheint erwähnenswert, dass Dolores del Río mehr als drei Jahrzehnte nach den Dreharbeiten zu Ramona in einem thematisch sehr ähnlichen US-amerikanischen Spielfilm wieder eine größere Rolle übernahm: Im Film Flammender Stern sieht sie sich als ehemalige „Squaw“ und Mutter eines von Elvis Presley gespielten „Halbbluts“ dem blanken Rassismus weißer Siedler ausgesetzt.

## Rezeption

### Kritiken
Im Mai 1928 veröffentlichte The New York Times eine überwiegend positive Rezension des Filmkritikers Mordaunt Hall zu Ramona. Hall umschrieb den Film als „indianische Liebeslyrik“ und lobte die außergewöhnlich schöne Produktion und die intelligente Regie. Abgesehen von wenigen Einzelfällen attestierte er den Schauspielern eine glanzvolle Leistung. Die Handlungselemente seien dezent und mit dem richtigen Maß an Spannung und Anteilnahme (am Schicksal der Figuren) inszeniert. Zwar bemerkte Hall, dass einige Charaktere (gegenüber dem Buch) für den dramatischen Effekt im Film verändert wurden, dies sei jedoch entschuldbar, insbesondere wenn man das Thema als Ganzes betrachte. Dolores del Río sei eine ausgezeichnete Wahl für die Rolle der Ramona, kein einziges Mal übertreibe sie in ihrer Darstellung. Hall stellte auch Darsteller Warner Baxter besonders heraus, dem er eine wunderbare Aufrichtigkeit in seiner Interpretation der Rolle des Alessandro attestiert. Nur die Rolle der von Vera Lewis gespielten Señora Moreno fand er zuweilen übertrieben streng angelegt, wobei er dies dem Regisseur anlastete.
Im September 1928 brachte die Filmfachzeitschrift Der Kinematograph eine ausführliche deutschsprachige Rezension zum Film heraus. Der Film habe demnach „alles, was das Herz erfreut“, nur fehle es der Geschichte ein klein wenig an Logik. Herausgestellt wurden u. a. die „große Dekoration, wundervolle Photographie“ und das „Tempo in den einzelnen Szenen“. Auch an Folklore in Form mexikanischer Volkstänze, rauer Banditen und „wild dahinsausende[r] Caballeros“ fehle es nicht. Die Zeitschrift stellte überdies heraus, dass eine „geschickte Propaganda“ die mexikanische Hauptdarstellerin del Río auch in Deutschland „schon ziemlich populär gemacht“ habe. Dies jedoch offenbar auch zu Recht, da del Río in der Rezension des Filmes ausdrücklich gelobt wird. So sei sie „nicht nur schön, sondern sie kann auch spielen“. Bei der Uraufführung in der Alhambra in Berlin soll sie demnach mehrfach vom begeisterten Publikum auf die Bühne gerufen worden sein. „Technisch“, so weiter, „sei alles glänzend.“ Dabei stehe die „Photographie […] auf seltener Höhe“. Kritisiert wurde lediglich, dass die „Art der Virage“ (d. h. die Einfärbung bestimmter Filmabschnitte) manchmal „unverständlich“ erscheint. Den beiden männlichen Hauptdarstellern, Warner Baxter und Roland Drew, bescheinigte das Blatt „keine überwältigenden, aber brave Leistungen“.